# 500 kilomètres de Fuji 1991
Navigation
Édition précédente
Les 500 kilomètres de Fuji 1991 (officiellement appelé les 1991 All Japan Fuji 500 km), disputées le 10 mars 1991 sur le Fuji Speedway, ont été la première manche du Championnat du Japon de sport-prototypes 1991.

## La course

### Classement de la course
Voici le classement officiel au terme de la course,.
- Les premiers de chaque catégorie du championnat du monde sont signalés par un fond jaune.
- Pour la colonne Pneus, il faut passer le curseur au-dessus du modèle pour connaître le manufacturier de pneumatiques.
- Les voitures ne réussissant pas à parcourir 75% de la distance du gagnant sont non classées (NC).

| Pos  | Classe | no  | Écurie              | Pilotes                                         | Châssis                             | Pneus | Tours | Temps               |
| Pos  | Classe | no  | Écurie              | Pilotes                                         | Moteur                              | Pneus | Tours | Temps               |
| ---- | ------ | --- | ------------------- | ----------------------------------------------- | ----------------------------------- | ----- | ----- | ------------------- |
| 1    | C1     | 23  | Nissan Motorsport   | Kazuyoshi Hoshino Toshio Suzuki                 | Nissan R91CP                        | B     | 112   | 2 h 39 min 01 s 432 |
| 1    | C1     | 23  | Nissan Motorsport   | Kazuyoshi Hoshino Toshio Suzuki                 | Nissan VHR35Z 3,5 l V8 Turbo        | B     | 112   | 2 h 39 min 01 s 432 |
| 2    | C1     | 27  | FromA Racing        | Akihiko Nakaya Volker Weidler                   | Nissan R91CK                        | B     | 112   | + 1 s 071           |
| 2    | C1     | 27  | FromA Racing        | Akihiko Nakaya Volker Weidler                   | Nissan VHR35Z 3,5 l V8 Turbo        | B     | 112   | + 1 s 071           |
| 3    | C1     | 36  | Toyota Team Tom’s   | Masanori Sekiya Hitoshi Ogawa                   | Toyota 90C-V                        | B     | 112   | + 1 min 21 s 853    |
| 3    | C1     | 36  | Toyota Team Tom’s   | Masanori Sekiya Hitoshi Ogawa                   | Toyota R36V 3,6 l V8 Turbo          | B     | 112   | + 1 min 21 s 853    |
| 4    | C1     | 25  | Team LeMans         | Hideki Okada Takao Wada                         | Nissam R91VP                        | Y     | 111   | + 1 tour            |
| 4    | C1     | 25  | Team LeMans         | Hideki Okada Takao Wada                         | Nissan VHR35Z 3,5 l V8 Turbo        | Y     | 111   | + 1 tour            |
| 5    | C1     | 2   | Team Taisan Klepper | Kunimitsu Takahashi Stanley Dickens             | Porsche 962C                        | Y     | 111   | + 1 tour            |
| 5    | C1     | 2   | Team Taisan Klepper | Kunimitsu Takahashi Stanley Dickens             | Porsche Type-935 3,0 l Flat-6 Turbo | Y     | 111   | + 1 tour            |
| 6    | C1     | 37  | Toyota Team Tom’s   | Geoff Lees Pierre-Henri Raphanel                | Toyota 90C-V                        | B     | 111   | + 1 tour            |
| 6    | C1     | 37  | Toyota Team Tom’s   | Geoff Lees Pierre-Henri Raphanel                | Toyota R36V 3,6 l V8 Turbo          | B     | 111   | + 1 tour            |
| 7    | C1     | 100 | Nisseki Racing Team | George Fouché Steven Andskär                    | Porsche 962GTi                      | D     | 111   | + 1 tour            |
| 7    | C1     | 100 | Nisseki Racing Team | George Fouché Steven Andskär                    | Porsche Type-935 3,0 l Flat-6 Turbo | D     | 111   | + 1 tour            |
| 8    | C1     | 7   | The Alpha Racing    | Tiff Needell Anthony Reid                       | Porsche 962C                        | Y     | 110   | + 2 tours           |
| 8    | C1     | 7   | The Alpha Racing    | Tiff Needell Anthony Reid                       | Porsche Type-935 3,2 l Flat-6 Turbo | Y     | 110   | + 2 tours           |
| 9    | C1     | 1   | Nissan Motorsport   | Masahiro Hasemi Anders Olofsson                 | Nissan R90CP                        | B     | 110   | + 2 tours           |
| 9    | C1     | 1   | Nissan Motorsport   | Masahiro Hasemi Anders Olofsson                 | Nissan VHR35Z 3,5 l V8 Turbo        | B     | 110   | + 2 tours           |
| 10   | C1     | 3   | Team Taisan Klepper | Will Hoy Harald Huysman                         | Porsche 962C                        | Y     | 109   | + 3 tours           |
| 10   | C1     | 3   | Team Taisan Klepper | Will Hoy Harald Huysman                         | Porsche Type-935 3,2 l Flat-6 Turbo | Y     | 109   | + 3 tours           |
| 11   | C1     | 38  | Toyota Team SARD    | Roland Ratzenberger Naoki Nagasaka              | Toyota 90C-V                        | B     | 105   | + 7 tours           |
| 11   | C1     | 38  | Toyota Team SARD    | Roland Ratzenberger Naoki Nagasaka              | Toyota R36V 3,6 l V8 Turbo          | B     | 105   | + 7 tours           |
| 12   | GTP    | 202 | Mazdaspeed          | Takashi Yorino Yojiro Terada                    | Mazda 787                           | D     | 97    | + 15 tours          |
| 12   | GTP    | 202 | Mazdaspeed          | Takashi Yorino Yojiro Terada                    | Mazda R26B 2,6 l 4-Rotor            | D     | 97    | + 15 tours          |
| 13   | C1     | 92  | Team Schuppan       | James Weaver Hurley Haywood                     | Porsche 962C                        | D     | 82    | + 30 tours          |
| 13   | C1     | 92  | Team Schuppan       | James Weaver Hurley Haywood                     | Porsche Type-935 3,0 l Flat-6 Turbo | D     | 82    | + 30 tours          |
| Abd. | GTP    | 201 | Mazdaspeed          | David Kennedy Pierre Dieudonné                  | Mazda 787                           | D     | 108   | Panne sèche         |
| Abd. | GTP    | 201 | Mazdaspeed          | David Kennedy Pierre Dieudonné                  | Mazda R26B 2,6 l 4-Rotor            | D     | 108   | Panne sèche         |
| Abd. | GTP    | 230 | Pleasure Racing     | Tetsuji Shiratori Masatomo Shimizu Syuuji Fujii | Mazda 767B                          | D     | 101   | Panne sèche         |
| Abd. | GTP    | 230 | Pleasure Racing     | Tetsuji Shiratori Masatomo Shimizu Syuuji Fujii | Mazda 13J 1,3 l 2-Rotor             | D     | 101   | Panne sèche         |

## Pole position et record du tour
- Pole position :  Kazuyoshi Hoshino (#23 Nissan Motorsport) en 1 min 16 s 081
- Meilleur tour en course :  Kazuyoshi Hoshino (#23 Nissan Motorsport) en 1 min 20 s 246

## À noter
- Longueur du circuit : 4,470 km
- Distance parcourue par les vainqueurs : 500,640 km